# (35325) Claudiaguarnieri
1997 EU7 (asteroide 35325) é um asteroide da cintura principal. Possui uma excentricidade de 0.15582980 e uma inclinação de 1.20467º.
Este asteroide foi descoberto no dia 7 de março de 1997 por Osservatorio San Vittore em Bologna.